# アインシュタイン係数

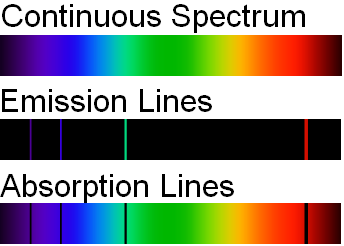
連続スペクトルと比較した輝線と吸収線

アインシュタイン係数（アインシュタインけいすう、英: Einstein coefficients）は、原子もしくは分子による光の吸収および放射の確率を評価する数学量。A係数は光の自然放出の確率と関連し、B係数は光の吸収および誘導放出に関連する値である。

## スペクトル線
物理学において、スペクトル線は2つの視点から考えることができる。
原子または分子が原子の特定の離散エネルギー準位E2から低いエネルギー準位E1に遷移し、特定のエネルギーと波長の光子を放出するときに輝線が形成される。多くのそのような光子によるスペクトルは、その光子に関連する波長において輝線のスパイクを示す。
原子または分子が低いエネルギー準位E1から高い離散エネルギーE2に遷移すると、吸収線が形成され、この過程で光子が吸収される。これらの吸収された光子は背景連続放射（電磁放射の全スペクトル）に由来し、スペクトルは吸収された光子に関連する波長における連続放射の降下を示す。
2つの状態は電子が原子または分子に結合している束縛状態でなければならないため、この遷移は、電子が原子から完全に連続状態に放出され（束縛自由("bound–free")遷移）、イオン化された原子を残し連続放射を生成する遷移に対して、束縛間("bound–bound")遷移と呼ばれることもある。
エネルギー準位差E2 − E1に等しいエネルギーを持つ光子はこの過程で放出または吸収される。スペクトル線が生じる周波数νは、ボーアの周波数条件E2 − E1 = hν（hはプランク定数）により光子エネルギーと関連する。

## 放出係数と吸収係数
原子スペクトル線は、気体の放出および吸収の現象を指し、{\displaystyle n_{2}}は線の高エネルギー状態の原子の密度、{\displaystyle n_{1}}は線の低エネルギー状態の原子の密度である。
周波数νにおける原子線放射の放出は、エネルギー/(時間 × 体積 × 立体角)の単位で放出スペクトル{\displaystyle \epsilon }により表される。ε dt dV dΩ は体積要素{\displaystyle dV}により時間{\displaystyle dt}で立体角{\displaystyle d\Omega }に放出されるエネルギーである。原子線放射の場合
{\displaystyle \epsilon ={\frac {h\nu }{4\pi }}n_{2}A_{21},}
である。ここで{\displaystyle A_{21}}は自然放出のアインシュタイン係数であり、2つの関連するエネルギー準位の関連する原子の固有の特性により決まる値である。
原子線放射の吸収は、1/長さの単位で吸収係数{\displaystyle \kappa }により表される。式κ' dxは、距離dxを移動するときに周波数νの光ビームの吸収される強度の割合を示す。吸収係数は
{\displaystyle \kappa '={\frac {h\nu }{4\pi }}(n_{1}B_{12}-n_{2}B_{21}),}
で与えられる。ここで{\displaystyle B_{12}}と{\displaystyle B_{21}}はそれぞれ光子吸収と誘導放出のアインシュタイン係数である。係数{\displaystyle A_{21}}と同様に、これらも2つの関連するエネルギー準位の関連する原子の固有の特性により決まる。熱力学およびキルヒホッフの法則の適用のために、合計吸収はそれぞれ{\displaystyle B_{12}}と{\displaystyle B_{21}}により表される2つの成分の代数和として記述される必要がある。これらはそれぞれ正の吸収と負の吸収とみなすことができ、直接光子吸収と一般に誘導放出と呼ばれるものである。
上式は分光学的線の形状を無視している。正確にするためには、上式に（正規化された）スペクトル線の形状を掛け算する必要がある。このとき単位は1/Hzの項を含むように変えられる。
熱力学的平衡の条件の下では、数密度{\displaystyle n_{2}}と{\displaystyle n_{1}}、アインシュタイン係数、およびスペクトルエネルギー密度は吸収率と放出率を決定するのに十分な情報を提供する。

### 平衡条件
数密度{\displaystyle n_{2}}スペクトルと{\displaystyle n_{1}}は、局所スペクトル放射輝度（もしくは一部の発表では局所スペクトル放射エネルギー密度）含むスペクトル線が生じる気体の物理状態により決まる。この状態が厳密な熱力学的平衡またはいわゆる「局所的熱力学的平衡」である場合、励起の原子状態の分布（{\displaystyle n_{2}}と{\displaystyle n_{1}}含む）が原子の放出と吸収の確率をキルヒホッフの放射吸収率と放射率の等式が成り立つように決定する。厳密な熱力学的平衡においては、放射場は黒体放射と呼ばれ、プランクの法則により記述される。局所的熱力学的平衡の場合、放射場が黒体場である必要はないが、原子間衝突の確率が光の量子の吸収および放出の確率をずっと超えなければならないため、原子間衝突は原子励起の状態の分布を完全に占める。強い放射効果が分子速度のマクスウェル＝ボルツマン分布の傾向を圧倒するため、局所的熱力学的平衡が優位でない状況が生じる。例えば、太陽の大気では放射線の強度が支配的である。地球の高層大気では高度が100 kmを超えると分子間衝突の希少さが決定的なものとなる。
熱力学的平衡および局所的熱力学的平衡の場合、原子の数密度は励起および非励起の両方をマクスウェル＝ボルツマン分布から計算できるが、他の場合（レーザーなど）では、計算はより複雑になる。

## アインシュタイン係数
1916年、アルベルト・アインシュタインは原子スペクトル線の形成に3つの過程が生じることを提案した。3つの過程は自然放出、誘導放出、吸収と呼ばれる。それぞれに特定の過程が起こる確率の尺度であるアインシュタイン係数が関連している。アインシュタインは、周波数νとスペクトルエネルギー密度ρ(ν)の等方性放射の場合を考慮した。

### 様々な定式化
Hilbornは、様々な著者によるアインシュタイン係数の導出のための様々な定式化の比較を行った。例えば、Herzbergは放射強度と波数で行った。Yarivは単位周波数間隔あたり、単位体積あたりのエネルギーで行った。また、これが現在説明している定式化である。Mihalas & Weibel-Mihalasは放射強度と周波数で行った。Chandrasekhar、Goody & Yung、Loudonは角周波数と放射強度を用いた。

### 自然放出

原子の自然放出の模式図

自然放出は、電子が「自然に」（つまり、外部からの影響なしに）、高いエネルギー準位から低いエネルギー準位に減衰する過程である。この過程はアインシュタイン係数A21 (s−1)で書かれる。A21はエネルギー{\displaystyle E_{2}}の状態2の電子がエネルギー{\displaystyle E_{1}}の状態1に自然に減衰し、エネルギーE2 − E1 = hνの光子を放出する単位時間あたりの確率を与える。エネルギー-時間の不確定性原理により、遷移は実際にはスペクトル線幅と呼ばれる狭い周波数範囲内で光子を生成する。{\displaystyle n_{i}}を状態iにおける原子の数密度とすると、自然放出による単位時間当たりの状態2の原子の数密度の変化は
{\displaystyle \left({\frac {dn_{2}}{dt}}\right)_{\text{spontaneous}}=-A_{21}n_{2}.}
となる。同じ過程により状態1の数が増加する。
{\displaystyle \left({\frac {dn_{1}}{dt}}\right)_{\text{spontaneous}}=A_{21}n_{2}.}

### 誘導放出

原子の誘導放出の模式図

誘導放出は、遷移の周波数（もしくはその近く）の電磁放射があることにより、電子が高いエネルギー準位から低いエネルギー準位に移るよう誘導される過程である。熱力学観点から見ると、この過程は負の吸収と見なす必要がある。この過程はアインシュタイン係数{\displaystyle B_{21}} (J−1 m3 s−2)により書かれる。{\displaystyle B_{21}}はエネルギー{\displaystyle E_{2}}の状態2の電子がエネルギー{\displaystyle E_{1}}の状態1に減衰しE2 − E1 = hνのエネルギーの光子を放出する放射場の単位スペクトルエネルギー密度あたり単位時間あたりの確率を与える。誘導放出による単位時間当たりの状態1の原子の数密度の変化は
{\displaystyle \left({\frac {dn_{1}}{dt}}\right)_{\text{neg. absorb.}}=B_{21}n_{2}\rho (\nu ),}
となる。ここで{\displaystyle \rho (\nu )}は遷移の周波数における等方性放射場のスペクトルエネルギー密度（プランクの法則参照）である。
誘導放出は、レーザーの開発につながった基本的な過程の1つである。しかし、レーザー放射は等方性放射の現在のものとは大きくかけ離れている。

### 光子吸収

原子の吸収の模式図

吸収は、光子が原子に吸収され、電子が低いエネルギー準位から高いエネルギー準位に移る過程である。この過程はアインシュタイン係数{\displaystyle B_{12}} (J−1 m3 s−2)により書かれる。{\displaystyle B_{12}}は、エネルギー{\displaystyle E_{1}}の状態1の電子がエネルギーE2 − E1 = hνの光子を吸収しエネルギー{\displaystyle E_{2}}の状態2に移る放射場の単位スペクトルエネルギー密度あたり単位時間あたりの確率を与える。吸収による単位時間あたりの状態1の原子の数密度の変化は
{\displaystyle \left({\frac {dn_{1}}{dt}}\right)_{\text{pos. absorb.}}=-B_{12}n_{1}\rho (\nu ).}
である。

## 詳細釣り合い
アインシュタイン係数は各原子と関連する時間あたりの決まった確率であり、原子の含まれる気体の状態にはよらない。したがって例えば熱力学的平衡における係数の間で導出することのできる関係は全て普遍的に有効である。
熱力学的平衡では、全ての過程による損失と利得により釣り合いがとられ、励起された原子数の正味の変化がゼロになる単純なバランスがとられる。束縛間遷移に関しては、詳細釣り合いも起こる。これは、遷移の確率が他の励起原子の有無により影響を受けないためである。詳細釣り合い（平衡状態でのみ有効）には、上記の3つの過程による準位1の原子数の時間変化が0であることが必要である。
{\displaystyle 0=A_{21}n_{2}+B_{21}n_{2}\rho (\nu )-B_{12}n_{1}\rho (\nu ).}
詳細釣り合いに加え、温度Tにおいて、マクスウェル＝ボルツマン分布でいわれる原子の平衡エネルギー分布と、プランクの黒体放射の法則でいわれる光子の平衡分布の知識を用いて、アインシュタイン係数間の普遍的な関係を導出することができる。
ボルツマン分布より、励起された原子種の数iが得られる。
{\displaystyle {\frac {n_{i}}{n}}={\frac {g_{i}e^{-E_{i}/kT}}{Z}},}
ここでnは励起・非励起の原子種の総数密度、kはボルツマン定数、Tは温度、{\displaystyle g_{i}}は状態iの縮退（多重度とも）、Zは分配関数である。温度Tにおける黒体放射のプランクの法則より、周波数νのスペクトルエネルギー密度について
{\displaystyle \rho _{\nu }(\nu ,T)=F(\nu ){\frac {1}{e^{h\nu /kT}-1}},}
ここで
{\displaystyle F(\nu )={\frac {8h\pi \nu ^{3}}{c^{3}}},}
ここで{\displaystyle c}は光速、{\displaystyle h}はプランク定数
これらの式を詳細釣り合いの方程式に代入し、E2 − E1 = hνであることを思い出すと、
{\displaystyle A_{21}g_{2}e^{-h\nu /kT}+B_{21}g_{2}e^{-h\nu /kT}{\frac {F(\nu )}{e^{h\nu /kT}-1}}=B_{12}g_{1}{\frac {F(\nu )}{e^{h\nu /kT}-1}},}
整理すると
{\displaystyle A_{21}g_{2}(e^{h\nu /kT}-1)+B_{21}g_{2}F(\nu )=B_{12}g_{1}e^{h\nu /kT}F(\nu ).}
上式は任意の温度で成立する必要がある。よって
{\displaystyle B_{21}g_{2}=B_{12}g_{1},}
かつ
{\displaystyle -A_{21}g_{2}+B_{21}g_{2}F(\nu )=0.}
したがって、3つのアインシュタイン係数は次のように相互関連する。
{\displaystyle {\frac {A_{21}}{B_{21}}}=F(\nu )}
かつ
{\displaystyle {\frac {B_{21}}{B_{12}}}={\frac {g_{1}}{g_{2}}}.}
この関係式を元の方程式に代入すると、プランクの法則に関係する{\displaystyle A_{21}}と{\displaystyle B_{12}}の関係を導くこともできる。

## 振動子強度
振動子強度{\displaystyle f_{12}}は、吸収断面積{\displaystyle \sigma }と次の関係により定義される。
{\displaystyle \sigma ={\frac {e^{2}}{4\varepsilon _{0}m_{e}c}}\,f_{12}\,\phi _{\nu }={\frac {\pi e^{2}}{2\varepsilon _{0}m_{e}c}}\,f_{12}\,\phi _{\omega },}
ここで{\displaystyle e}は電子電荷、{\displaystyle m_{e}}は電子質量、{\displaystyle \phi _{\nu }}と{\displaystyle \phi _{\omega }}はそれぞれ周波数と角周波数の正規化した分布関数である。
これにより3つのアインシュタイン係数全てを特定の原子スペクトル線と関連した1つの振動子強度の点から表現することができる。
{\displaystyle B_{12}={\frac {e^{2}}{4\varepsilon _{0}m_{e}h\nu }}f_{12},}
{\displaystyle B_{21}={\frac {e^{2}}{4\varepsilon _{0}m_{e}h\nu }}{\frac {g_{1}}{g_{2}}}f_{12},}
{\displaystyle A_{21}={\frac {2\pi \nu ^{2}e^{2}}{\varepsilon _{0}m_{e}c^{3}}}{\frac {g_{1}}{g_{2}}}f_{12}.}

## 双極子近似
A係数およびB係数は、時間依存摂動論における双極子近似を用いた量子力学により導出される。B係数は比較的容易に計算できるが、A係数の導出には第二量子化の枠組みを用いる必要がある。これは、双極子近似と時間依存摂動論に基づく理論が、摂動場がゼロになる極限では遷移確率もゼロになるような電子遷移を半古典的に記述しているためである。一方、A係数が記述する自発放出は摂動場が存在しなくても生じるため、この理論的枠組みだけでは表現できない。自発放出により異なる電子準位へ遷移する際の遷移確率は、SI単位系において次のように表される。{\displaystyle w_{i\to f}^{\text{s.emi}}={\frac {\omega _{if}^{3}e^{2}}{3\pi \varepsilon _{0}\hbar c^{3}}}\left|\langle f|{\vec {r}}|i\rangle \right|^{2}=A_{if}}
B係数については、時間依存摂動論における双極子近似をそのまま適用することで、SI単位系において次の結果が得られる。{\displaystyle w_{i\rightarrow f}^{\text{abs}}={\frac {u(\omega _{fi})\pi e^{2}}{3\varepsilon _{0}\hbar ^{2}}}\left|\langle f|{\vec {r}}|i\rangle \right|^{2}=B_{if}^{\text{abs}}u(\omega _{fi})}{\displaystyle w_{i\to f}^{\text{emi}}={\frac {u(\omega _{if})\pi e^{2}}{3\varepsilon _{0}\hbar ^{2}}}\left|\langle f|{\vec {r}}|i\rangle \right|^{2}=B_{if}^{emi}u(\omega _{if})}
なお、遷移速度の式は双極子モーメント演算子に依存することに注意されたい。より高次の近似では、四重極モーメントや他の同様の項が含まれる。
ここで、B係数は 角周波数エネルギー分布関数に対応するよう選択される。これら異なる定義のB係数を区分するために、慣例的には例えば上付き文字で区別される。例えば、{\textstyle B_{21}^{f}={\frac {B_{21}^{\omega }}{2\pi }}} ここで、 {\textstyle B_{21}^{f}} の項は、周波数数分布を表し、 {\textstyle B_{21}^{\omega }} 角周波数数分布を表す。 なお、B係数の定義は用いるエネルギー分布の形式に依存して変化するが、遷移確率の物理学的意味は、分布の選択に依存しない。
したがって、次のように双極子近似を適用すると、A係数、B係数は、次のように計算できる。
{\displaystyle {\begin{aligned}A_{ab}&={\frac {\omega _{ab}^{3}e^{2}}{3\pi \varepsilon _{0}\hbar c^{3}}}\left|\langle a|{\vec {r}}|b\rangle \right|^{2}\\[1ex]B_{ab}&={\frac {\pi e^{2}}{3\varepsilon _{0}\hbar ^{2}}}\left|\langle a|{\vec {r}}|b\rangle \right|^{2}\end{aligned}}}
ここで、 {\displaystyle \omega _{ab}={\frac {E_{a}-E_{b}}{\hbar }}} および B 係数は、角周波数エネルギー分布関数に対応する。
したがって、次式が導出される。
{\displaystyle {\frac {B_{12}}{B_{21}}}=1}
{\displaystyle {\frac {A_{if}}{B}}={\frac {\omega _{if}^{3}\hbar }{\pi ^{2}c^{3}}}}

### プランクの法則の導出
理論から、次式が成り立つ。
{\displaystyle {\frac {dN_{b}}{dt}}=-A_{ba}N_{b}-N_{b}u(\omega _{ba})B_{ba}+N_{a}u(\omega _{ba})B_{ab}=-N_{b}w_{b\to a}^{\text{s.emi}}-N_{b}w_{b\to a}^{\text{emi}}+N_{a}w_{a\to b}^{\text{abs}}}
ここで、 {\displaystyle N_{a}} and {\displaystyle N_{b}} は、それぞれ、エネルギー準位 {\displaystyle E_{a}} and {\displaystyle E_{b}} （{\displaystyle E_{b}>E_{a}}）の占有数である。ただし、時間依存摂動論に基づく議論では、ある遷移に対しては、その角振動数{\displaystyle \omega }に近い放射{\displaystyle \omega _{ba}}のみが有効に誘導放出や吸収を生じさせることが前提となっている。
{\displaystyle N_{a}} and {\displaystyle N_{b}} との間に、マクスウェル分布が成立する場合、{\displaystyle {\frac {N_{a}}{N_{b}}}={\frac {e^{-E_{a}\beta }}{e^{-E_{b}\beta }}}=e^{\omega _{ba}\hbar \beta }}が成り立つ。
を一般化しながら、上記の方程式と比率を使用する。 {\displaystyle \omega _{ba}} to {\displaystyle \omega }, {\displaystyle u} を平衡条件 {\displaystyle {\frac {dN_{b}}{dt}}=0} のもとで解くと、次式を得られる。
{\displaystyle u_{\omega }(\omega ,T)={\frac {\omega ^{3}\hbar }{\pi ^{2}c^{3}}}{\frac {1}{e^{\omega \hbar \beta }-1}}}これは、 プランクの法則からの角周波数エネルギー分布である。

### 引用文献
- Bohr, N. (1913). “On the constitution of atoms and molecules”. Philosophical Magazine 26:  1–25. doi:10.1080/14786441308634993.
- Brillouin, L. (1970). Relativity Reexamined. Academic Press. ISBN 978-0-12-134945-5
- Chandrasekhar, S. (1950). Radiative Transfer, Oxford University Press, Oxford.
- Einstein, A. (1916). “Strahlungs-Emission und -Absorption nach der Quantentheorie”. Verhandlungen der Deutschen Physikalischen Gesellschaft 18:  318–323. Bibcode: 1916DPhyG..18..318E. Also Einstein, A. (1916). “Zur Quantentheorie der Strahlung”. Mitteilungen der Physikalischen Gessellschaft Zürich 18:  47–62. And a version nearly identical to the latter at Einstein, A. (1917). “Zur Quantentheorie der Strahlung”. Physikalische Zeitschrift 18:  121–128. Bibcode: 1917PhyZ...18..121E. Translated in ter Haar, D. (1967). The Old Quantum Theory. Pergamon. pp. 167–183. LCCN 66-29628 Also in Boorse, H. A., Motz, L. (1966). The world of the atom, edited with commentaries, Basic Books, Inc., New York, pp. 888–901.
- Garrison, J. C., Chiao, R. Y. (2008). Quantum Optics, Oxford University Press, Oxford UK, ISBN 978-019-850-886-1.
- Goody, R. M., Yung, Y. L. (1989). Atmospheric Radiation: Theoretical Basis, 2nd edition, Oxford University Press, Oxford, New York, 1989, ISBN 0-19-505134-3.
- Heisenberg, W. (1925). “Über quantentheoretische Umdeutung kinematischer und mechanischer Beziehungen”. Zeitschrift für Physik 33:  879–893. Bibcode: 1925ZPhy...33..879H. doi:10.1007/BF01328377. Translated as "Quantum-theoretical Re-interpretation of kinematic and mechanical relations" in van der Waerden, B. L. (1967). Sources of Quantum Mechanics. North-Holland Publishing. pp. 261–276
- Herzberg, G. (1950). Molecular Spectroscopy and Molecular Structure, vol. 1, Diatomic Molecules, second edition, Van Nostrand, New York.
- Jammer, M. (1989). The Conceptual Development of Quantum Mechanics (second ed.). Tomash Publishers American Institute of Physics. ISBN 0-88318-617-9
- Loudon, R. (1973/2000). The Quantum Theory of Light, (first edition 1973), third edition 2000, Oxford University Press, Oxford UK, ISBN 0-19-850177-3.
- Mihalas, D., Weibel-Mihalas, B. (1984). Foundations of Radiation Hydrodynamics, Oxford University Press, New York ISBN 0-19-503437-6.
- Sommerfeld, A. (1923). Atomic Structure and Spectral Lines. Brose, H. L. (transl.) (from 3rd German ed.). Methuen
- Yariv, A. (1967/1989). Quantum Electronics, third edition, John Wiley & sons, New York, ISBN 0-471-60997-8.
- Hubeny, Ivan; Mihalas, Dimitri (2015). Theory of stellar atmospheres : an introduction to astrophysical non-equilibrium quantitative spectroscopic analysis. Princeton University Press. ISBN 9780691163291

## 他の文献
- Condon, E. U.; Shortley, G. H. (1964). The Theory of Atomic Spectra. Cambridge University Press. ISBN 0-521-09209-4
- Rybicki, G. B.; Lightman, A. P. (1985). Radiative processes in Astrophysics. John Wiley & Sons, New York. ISBN 0-471-82759-2
- Shu, F. H. (1991). The Physics of Astrophysics. 1: Radiation. University Science Books, Mill Valley, CA. ISBN 0-935702-64-4
- Robert C. Hilborn (2002). “Einstein coefficients, cross sections, f values, dipole moments, and all that”. arXiv:physics/0202029.
- Taylor, M. A.; Vilchez, J. M. (2009). “Tutorial: Exact solutions for the populations of the n-level ion”. Publications of the Astronomical Society of the Pacific 121 (885):  1257–1266. arXiv:0709.3473. Bibcode: 2009PASP..121.1257T. doi:10.1086/648121.